# Mysateles prehensilis
Mysateles prehensilis és una espècie de mamífer rosegador histricomorf de la família dels capròmids. És endèmic de Cuba. No passa de mig metre de llarg, té una coloració vermella i abundant pèl.